# Girolamo Grimaldi (m. 1543)
Girolamo Grimaldi (Génova, ? - ibid., 27 de noviembre de 1543) fue un eclesiástico italiano. 

## Biografía
Nacido en el seno de la influyente Casa de Grimaldi, una de las cuatro grandes familias nobles y antiguas de la República de Génova, fue hijo de Benedetto Grimaldi y Pellegra Sauli; su tío Ansaldo Grimaldi era uno de los más importantes banqueros de Italia. 
Girolamo estuvo casado con Francesca Cattaneo, con quien tuvo varios hijos: Giovanni Battista, Tommasina, Franca, Luca y Antonio.
Dedicado inicialmente al comercio y titular de varios cargos públicos de relevancia, tras quedar viudo tomó el estado eclesiástico, en el que progresó rápidamente gracias a los acontecimientos: tras el Saco de Roma en el contexto de la Guerra de la Liga de Cognac, el papa Clemente VII se encontraba preso en el castillo de Sant'Angelo, y para hacer frente al pago del rescate exigido por las tropas del emperador Carlos V concedió capelos a quienes estuvieran dispuestos a efectuar una generosa contribución económica.  Girolamo fue creado cardenal en el consistorio de 1527, recibiendo el título de S Giorgio in Velabro. 
En distintos periodos de tiempo fue administrador apostólico de las diócesis de Brugnato, Venafro, Bari y Albenga, y legado pontificio en Génova y Liguria; también participó en el cónclave de 1534 en el que fue elegido papa Paulo III.
Fallecido en 1543, recibió sepultura en la abadía de San Nicolò del Boschetto de Génova. 